# Comuna de Warta Bolesławiecka
Warta Bolesławiecka (polaco: Gmina Warta Bolesławiecka) é uma gminy (comuna) na Polónia, na voivodia de Baixa Silésia e no condado de Bolesławiecki. A sede do condado é a cidade de Warta Bolesławiecka.
De acordo com os censos de 2004, a comuna tem 7645 habitantes, com uma densidade 68,9 hab/km².

## Área
Estende-se por uma área de 110,9 km², incluindo:
- área agrícola: 66%
- área florestal: 20%

## Demografia
Dados de 30 de Junho 2004:
|                      | Total   | Total | Mulheres | Mulheres | Homens  | Homens |
| -------------------- | ------- | ----- | -------- | -------- | ------- | ------ |
|                      | pessoas | %     | pessoas  | %        | pessoas | %      |
| População            | 7645    | 100   | 3815     | 49,9     | 3830    | 50,1   |
| Densidade (pop./km²) | 68,9    | 100   | 34,4     | 34,4     | 34,5    | 34,5   |

De acordo com dados de 2002, o rendimento médio per capita ascendia a 2351,56 zł.

## Subdivisões
- Iwiny, Iwiny-Osiedle, Jurków, Lubków, Raciborowice Dolne, Raciborowice Górne, Szczytnica, Tomaszów Bolesławiecki, Warta Bolesławiecka, Wartowice, Wilczy Las.

## Comunas vizinhas
- Bolesławiec, Chojnów, Gromadka, Lwówek Śląski, Pielgrzymka, Zagrodno